# 知恵蔵
知恵蔵（ちえぞう）は、朝日新聞社が提供する現代用語事典。創刊は1989年11月17日（1990年号）、自由国民社の『現代用語の基礎知識』を意識して刊行された。2008年以降は紙媒体での提供を休止し、インターネット上での提供に移行している。また、『知恵蔵＆記事データベース』として携帯電話用の有料Webサイトでも提供される。

## 概要
知恵蔵は毎年11月に出版されていたが、インターネットの普及による販売部数減少等により、紙媒体での発行を競合事典である集英社の『イミダス』と共に2007年版を最後に休止することになった。代わって、2008年6月12日に用語解説サイト『みんなの知恵蔵』を朝日新聞社とECナビの共同で立ち上げ無料での公開を開始、2009年4月23日以降は講談社、小学館とも共同して設立された用語解説サイト「kotobank」内で知恵蔵miniとして、提供が行われている。
関連する商品として2004年に出版された『ビジネス知恵蔵』、ATOK連携電子辞典『知恵蔵 for ATOK』などもある。
知恵蔵のブックデザインを巡って、デザイナー・鈴木一誌と朝日新聞社の間で訴訟問題が起きていた。（1999年、鈴木の敗訴で確定）

### 内容など
部門・分野構成は、国際関係、政治、社会、経済・産業、サイエンス・テクノロジー、文化・芸術、生活、スポーツ、外来語・カタカナ語／略語の九つに分けていた。
総索引は、50音索引・アルファベット索引などで構成し、その年度の社会的問題などを特集とし、世界のデーターなどを掲載していた。

## Word of the Year
2000年からはその年の代表的な言葉を選ぶ「Word of the Year（ワード・オブ・ザ・イヤー）」を開催していた。現代用語の基礎知識選定の「新語・流行語大賞」を意識したもので、流行語大賞の違いとして例年11月中旬に発表されるのと、選考委員による選出だけでなく、読者による投票の結果を重視しているというのがある。しかし後発である、また朝日新聞社主催のため他のマスメディアが取り上げづらい事から、明らかに知名度が低いことは否めなかった。紙媒体の休刊に伴いこちらも2006年の第7回で終了した。

### これまでの受賞語
| 年度            | Word of the Year | 選考委員特別賞       |
| --------------- | ---------------- | -------------------- |
| 第1回（2000年） | IT               | めっちゃくやしい!    |
| 第2回（2001年） | 同時多発テロ     | 「感動した!」        |
| 第2回（2001年） | 同時多発テロ     | ショー・ザ・フラッグ |
| 第3回（2002年） | 拉致             | タマちゃん           |
| 第3回（2002年） | 拉致             | ベッカム様           |
| 第4回（2003年） | マニフェスト     | 「勝ちたいんや!」    |
| 第4回（2003年） | マニフェスト     | SARS                 |
| 第5回（2004年） | ヨン様           | 球界再編             |
| 第5回（2004年） | ヨン様           | 「ちょー気持ちいい」 |
| 第6回（2005年） | 郵政民営化       | 想定の範囲内         |
| 第7回（2006年） | ハンカチ王子     | イナバウアー         |
| 第7回（2006年） | ハンカチ王子     | 格差社会             |